# Eulomalus brevipes
Eulomalus brevipes är en skalbaggsart som först beskrevs av Lewis 1892.  Eulomalus brevipes ingår i släktet Eulomalus och familjen stumpbaggar. Inga underarter finns listade i Catalogue of Life.